# Berango
Berango város Spanyolországban,  Bizkaia tartományban. Berango Guecho, Sopelana, Urduliz és Erandio községekkel határos. Lakosainak száma 7647 fő (2024).

## Népesség
A település lakosságának változását az alábbi diagram mutatja:
| Lakosok száma | 5040 | 5846 | 6280 | 6588 | 6883 | 6925 | 7065 | 7195 | 7347 | 7647 |
|               | 2001 | 2004 | 2007 | 2009 | 2012 | 2014 | 2017 | 2019 | 2022 | 2024 |